# 范友芝宅院
范友芝宅院，位于中華人民共和国山西省晋中市平遥县平遥古城西巷14号。
1994年12月28日，范友芝宅院公布为平遥县文物保护单位。